# Jakub Woyna Orański
Jakub Woyna Orański herbu własnego – sędzia ziemski czernihowski w latach 1662–1673, podsędek czernihowski w latach 1637–1662.
Poseł sejmiku czernihowskiego na sejm ekstraordynaryjny 1642 roku. W 1648 roku był elektorem Jana II Kazimierza Wazy z województwa czernihowskiego i powiatu nowogrodzkosiewierskiego.
Poseł na sejmy 1648, 1653, 1655, 1659, 1665, 1667 roku. Poseł województwa czernihowskiego na sejm 1653 roku. Marszałek sejmikowy w 1662 i 1667 roku.
W 1666 roku był deputatem województwa czernihowskiego na Trybunał Główny Koronny w Lublinie.